# Irving (Familienname)
Irving ist ein englischer Familienname.

## Namensträger
- Amy Irving (* 1953), US-amerikanische Schauspielerin
- Andy Irving (* 2000), schottischer Fußballspieler
- Arthur Irving (* 1930), kanadischer Unternehmer
- Barrington Irving (* 1983), US-amerikanischer Pilot
- Birk Irving (* 1999), US-amerikanischer Freestyle-Skier
- Clifford Irving (Politiker) (1914–2004), britischer Politiker der Isle of Man
- Clifford Irving (1930–2017), US-amerikanischer Schriftsteller
- Dan Irving (David Daniel Irving; 1874–1924), britischer Politiker (Labour)
- David Irving (Bibliothekar) (1778–1860), britischer Jurist, Bibliothekar und Schriftsteller
- David Irving (Mediziner) (David W. Irving; 1932–2009), kanadischer Mediziner und Verbandsfunktionär
- David Irving (* 1938), britischer Geschichtsrevisionist und Holocaustleugner
- David Irving (Regisseur) (David K. Irving; * 1949), US-amerikanischer Regisseur und Drehbuchschreiber
- David Irving (Fußballtrainer) (* 1951), britischer Fußballspieler und -trainer
- David Irving (Molekularbiologe) (David O. Irving), australischer Molekularbiologe
- David Irving (Musikwissenschaftler) (David R. M. Irving; * 1981), australischer Musikwissenschaftler, Violinist und Herausgeber
- David Irving (Footballspieler) (David Ja Rodd Irving; * 1993), US-amerikanischer American-Football-Spieler
- David Daniel Irving (1874–1924), britischer Politiker (Labour), siehe Dan Irving
- Edith Irving-Sommer (1935–2020), deutsch-schweizerische Künstlerin
- Edward Irving (1792–1834), schottischer Theologe
- Edward A. Irving (1927–2014), britischer Geologe
- Edward George Irving (1816–1855), schottischer Marinearzt und Pflanzensammler
- Frederick Irving (Diplomat) (1921–2016), US-amerikanischer Diplomat
- Frederick Augustus Irving (1894–1995), US-amerikanischer General
- George Irving (1874–1961), US-amerikanischer Schauspieler und Regisseur
- H. B. Irving (Henry Brodrip Irving; 1870–1919), britischer Schauspieler, Theatermanager und Autor
- Harry Irving (1905–1993), britischer Chemiker
- Henry Irving (1838–1905), britischer Schauspieler
- Henry Pybus Bell-Irving (1913–2002), kanadischer Unternehmer und Offizier
- James Irving (1928–2024), kanadischer Unternehmer
- John Irving (Politiker) (1766–1845), britischer Politiker
- John Irving (Matrose) (1839–??), US-amerikanischer Matrose
- John Irving (Kapitän) (1854–1936), US-amerikanischer Kapitän und Politiker
- John Irving (Fußballspieler, 1867) (1867–1942), schottischer Fußballspieler
- John Irving (John Winslow Irving; * 1942), US-amerikanischer Schriftsteller
- John Irving (Basketballspieler) (* 1953), US-amerikanischer Basketballspieler
- John Irving (Fußballspieler, 1989) (* 1989), englischer Fußballspieler
- John Beaufain Irving (1825–1877), US-amerikanischer Maler
- John Duer Irving (1874–1918), US-amerikanischer Geologe
- John E. Irving (1932–2010), kanadischer Geschäftsmann
- Kenneth Colin Irving (1899–1992), kanadischer Unternehmer
- Kyrie Irving (* 1992), australisch-amerikanischer Basketballspieler
- Laurence Irving (Dramatiker) (Laurence Sydney Brodribb Irving; 1871–1914), kanadischer Schauspieler und Dramatiker
- Laurence Irving (Mediziner) (1895–1979), US-amerikanischer Physiologe
- Laurence Irving (Filmarchitekt) (Laurence Henry Forster Irving; 1897–1988), britischer Filmarchitekt und Illustrator
- Leland Irving (* 1988), kanadischer Eishockeytorwart
- Leonard Irving (1898–1962), US-amerikanischer Politiker
- Lewis Irving (* 1995), kanadischer Freestyle-Skier
- Liz Irving (* 1965), australische Squashspielerin
- Max Irving (* 1995), US-amerikanischer Wasserballspieler
- Peter Irving (1772–1838), US-amerikanischer Publizist und Schriftsteller
- R. E. M. Irving (* 1939), britischer Politikwissenschaftler
- Richard Irving (Regisseur) (1917–1990), US-amerikanischer Schauspieler, Fernsehregisseur und -produzent
- Richard Irving (Fußballspieler) (* 1975), englischer Fußballspieler
- Robert Irving III (* 1953), US-amerikanischer Jazzpianist
- Sydney Irving, Baron Irving of Dartford (1918–1989), britischer Politiker
- Washington Irving (1783–1859), US-amerikanischer Schriftsteller
- William Irving (Politiker) (1766–1821), US-amerikanischer Geschäftsmann und Politiker
- William Irving (Schauspieler) (1893–1943), deutsch-amerikanischer Schauspieler